# El Dorado (Buenos Aires)
El Dorado es una localidad del partido de Leandro N. Alem, provincia de Buenos Aires, Argentina.

## Población
Cuenta con 318 habitantes (Indec, 2010), lo que no representa cambio significativo frente a los 316 habitantes (Indec, 2001) del censo anterior.
| Gráfica de evolución demográfica de El Dorado entre 1991 y 2010 |
|                                                                 |
| Fuente: Censos nacionales del INDEC                             |

## Fiestas
6 de enero: Aniversario de la fundación Del Dorado. (6 de enero de 1909).